# Chula Vista (contea di Maverick)
Chula Vista, in precedenza noto come Rosita North, è un census-designated place (CDP) degli Stati Uniti d'America della contea di Maverick nello Stato del Texas. La popolazione era di 3 400 abitanti al censimento del 2000.

## Geografia fisica
Chula Vista è situata a 28°39′12″N 100°25′34″W (28.653362, -100.426004).
Secondo lo United States Census Bureau, ha un'area totale di 3,1 miglia quadrate (8,0 km²).

## Società

### Evoluzione demografica
Secondo il censimento del 2000, la popolazione era di 3 400 abitanti.

### Etnie e minoranze straniere
Secondo il censimento del 2000, la composizione etnica del CDP era formata dal 66,71% di bianchi, lo 0,32% di afroamericani, lo 0,97% di nativi americani, il 29,44% di altre razze, e il 2,56% di due o più etnie. Ispanici o latinos di qualunque razza erano il 98,15% della popolazione.